# オリーブムシクイ
オリーブムシクイ (Phylloscopus griseolus) は、鳥綱スズメ目ムシクイ科ムシクイ属に分類される鳥類。

## 分布
アフガニスタン、インド、ウズベキスタン、カザフスタン、キルギス、タジキスタン、中華人民共和国、トルクメニスタン、ネパール、パキスタン、モンゴル、ロシア
アフガニスタンからロシア南部・中華人民共和国中部・モンゴル西部・パキスタンにかけての地域で繁殖し、冬季になるとインドで越冬する。